# Frank Kendrick
Frank Edward Kendrick (Indianapolis, 11 settembre 1950 – Indianapolis, 18 dicembre 2024) è stato un cestista e allenatore di pallacanestro statunitense, professionista nella NBA e in Francia.

## Carriera
Venne selezionato dai Golden State Warriors al terzo giro del Draft NBA 1974 (47ª scelta assoluta).

## Palmarès
- Campione NIT (1974)
- Campionato NBA: 1

Golden State Warriors: 1975